# Norbert Nigbur
Norbert Nigbur est un footballeur allemand né le 8 mai 1948 à Gelsenkirchen. Il évoluait au poste de gardien de but.

## Biographie
Bien qu'il n'ait joué aucune minute lors de ce tournoi, Nigbur a remporté la Coupe du monde 1974 avec l'équipe de RFA dans laquelle il était remplaçant.
Il a porté les couleurs de Schalke 04 et du Hertha Berlin pendant une carrière qui s'est étalé de 1966 à 1983.

## Carrière

### En club
- 1966-1976 : Schalke 04  Allemagne
- 1976-1979 : Hertha BSC Berlin  Allemagne
- 1979-1983 : Schalke 04  Allemagne
- 1983-1984 : VfB Hüls  Allemagne
- 1984-1985 : Rot-Weiss Essen  Allemagne

456 matchs de Bundesliga
- Coupe d'Allemagne 1972 avec Schalke 04
- Finaliste de la Coupe d'Allemagne en 1969 (Schalke 04), 1977 (Hertha Berlin) et 1979 (Hertha Berlin)
- Finaliste du Championnat d'Allemagne en 1972 avec Schalke 04

### En sélection
- Coupe du monde 1974

6 sélections de 1974 à 1980.